# Uropsila leucogastra
Uropsila leucogastra là một loài chim trong họ Troglodytidae.